# Guns N’ Roses (EP)
Ez a Guns N’ Roses nevű hard rock együttes második EP-je a Live ?!*@ Like a Suicide után, a lemez kizárólag japánban jelent meg. A rajongók gyakran Guns N' Roses címen emlegetik az anyagot, de a Live from the Jungle elnevezés is gyakori, mivel a borító bal szélén a "raibu furomu za janguru" szöveg olvasható, ami lefordítva "live from the jungle". A cím utalás a "Welcome to the Jungle" című dalra, bár ez a szerzemény nincs rajta a lemezen. Az albumot LP, kazetta és CD formátumokban is kiadták.
Az első, negyedik és ötödik dalt élőben vették fel a londoni Marquee Club-ban, 1987. június 28-án. A második és harmadik dal úgy hangzik, mintha élő felvétel lenne, valójában stúdióban vették fel, később pedig alákeverték a közönség-kiáltásokat. A hatos szám megegyezik az Appetite for Destruction albumon elhangzottal. A borítón Robert Williams betiltott alkotása található, amelyet már az Appetite for Destruction eredeti borítójaként is (bár elég rövid ideig) felhasználtak.

## A dalok listája
| #  | Cím                                               | Szerző(k)                             | Jegyzet(ek)                                                                  | Hossz |
| -- | ------------------------------------------------- | ------------------------------------- | ---------------------------------------------------------------------------- | ----- |
| 1. | It’s So Easy                                      | Guns N’ Roses, West Arkeen            | Élő felvétel                                                                 | 3:55  |
| 2. | Shadow of Your Love                               | Guns N’ Roses                         | Faux élő felvétel (stúdió-dal, alákeverve közönség-kiáltásokkal)             | 3:06  |
| 3. | Move to the City                                  | Guns N’ Roses                         | Ugyanaz a verzió, mint a Live ?!*@ Like a Suicide és a G N’ R Lies albumokon | 3:44  |
| 4. | Knockin’ on Heaven’s Door (Bob Dylan feldolgozás) | Bob Dylan                             | Élő felvétel                                                                 | 4:40  |
| 5. | Whole Lotta Rosie (AC/DC feldolgozás)             | Bon Scott, Angus Young, Malcolm Young | Élő felvétel                                                                 | 4:30  |
| 6. | Sweet Child o’ Mine                               | Guns N’ Roses                         | Ugyanaz a verzió, mint az Appetite for Destruction albumon                   | 5:52  |

## Közreműködők
- W. Axl Rose – ének
- Slash – gitár
- Izzy Stradlin – ritmusgitár, háttérvokál
- Duff McKagan – basszusgitár, háttérvokál
- Steven Adler – dob, ütőhangszer